# Parker i Oslo
Parker i Oslo er en vigtig del af bylandskabet i Norges hovedstad Oslo. Oslo er en by med megen beplantning og er beliggende i et landskab mellem grønne åse. Byen har lav befolkningstæthed, hvilket er udnyttet til træplantning i gaderne, forhaver, små grønne anlæg og satellitbyer med megen vegetation. Et net af cykel- og gangstier binder parkerne sammen og knytter byen til Marka (det store omgivende naturområde, der omfatter to tredjedele af Oslo Kommune og er beskyttet mod bebyggelse). Kun omkring fem procent af byens befolkning har ikke et grønt område inden for 300 meter fra boligen.
Den historiske udvikling omkring Oslos parker følger hovedtrækkene fra mange andre store vestlige byer: Fra byens vækst tog fart midt i 1800-tallet, blev der sikret områder til parker; de fleste i landskabsstil og nogle flot placeret på højdedrag. I mellemkrigstiden etablerede kommunen mange nye parker, stier, legepladser samt grønne byplanlagte boligområder, og anlæggelse af forhaver blev støttet.
Tiden fra 1945 til cirka 1990 var præget af, at mange af de ressourcestærke borgere flyttede ud af byen til villaforstæder og satellitbyer, hvilket betød et vist forfald i boligområderne i den indre, tætte del af byen. Oslo udmærker sig i denne periode med sine grønne satellitbyer nær "Marka".
Fra cirka 1990 fører en ny interesse for byliv og indflytning af mange unge til den indre by til øget brug af parkerne, og kommunen bruger parkpolitikken i en satsning på bydelen "indre øst". Øget boligbyggeri skaber debat om ansvaret og planen for at sikre nye grønne lunger til den voksende befolkning i den indre by. Fra omkring 2010 vil Oslo fjordby, der er de områder, hvor havn og skibsværft tidligere lukkede havnefronten af, byde på en sammenhængende havnepromenade med flere store parker langs vandet.
Oslos østkant, der er den økonomisk svagest stillede del af den tydeligt todelte by, har i alle perioderne været prioriteret og har mange store parker, mens dele af den tætte by på vestegnen (Majorstuen og Frogner) i mindre grad er dækket med parker.
Enkelte af parkerne har en speciel plads i byens liv og historie:
- Frognerparken med skulpturparken Vigelandsanlegget, Norges mest besøgte attraktion
- Eidsvolls plass og Studenterlunden langs Karl Johans gate, som tilsammen er hovedstadens hjerte
- Slottsparken, den store park i centrum
- St. Hanshaugen, byens første større park udenfor centrum – med en lang historie som underholdnings- og samlingspunkt
- Birkelunden og Olaf Ryes plass på Grünerløkka, som har en plads i arbejderbevægelsens historie og fra 1980'erne er blevet centrale i den nye, mere intense brug af de offentlige områder
- Akerselva miljøpark med bygninger, som hører til starten på norsk industri, parkanlæg, fosser, broer og rigt fugle- og dyreliv
- Bygdøy og Ekebergsletta, de store naturparker

## Oversigt

### Centrum
Parkerne i centrum, der er området nogle hundrede meter på hver side af hovedgaden Karl Johans gate, er listet i følgende tabel.
| Park                                  | 1.000 m2 | Anlagt år        | Korthenvisning                                                |
| ------------------------------------- | -------- | ---------------- | ------------------------------------------------------------- |
| Slottsparken                          | 225      | 1844             | 59°55′03″N 10°43′42″Ø / 59.91750°N 10.72833°Ø                 |
| Kontraskjæret                         | 18       | 1970             | 59°54′36.688″N 10°44′12.296″Ø / 59.91019111°N 10.73674889°Ø   |
| Eidsvolls plass                       | 16       | cirka 1861       | 59°54′49″N 10°44′15″Ø / 59.91361°N 10.73750°Ø                 |
| Grev Wedels plass                     | 14       | 1869 / 1984      | 59°54′27.083″N 10°44′31.780″Ø / 59.90752306°N 10.74216111°Ø   |
| Studenterlunden                       | 11       | før 1845         | 59°54′53.27″N 10°44′4.26″Ø / 59.9147972°N 10.7345167°Ø        |
| Universitetshagen                     | 9        | 1850'erne / 1932 | 59°54′56.552″N 10°44′7.9116″Ø / 59.91570889°N 10.735531000°Ø  |
| Vaterlandsparken                      | 9        | 1994             | 59°54′47.066″N 10°45′27.709″Ø / 59.91307389°N 10.75769694°Ø   |
| Rådhushagen                           | 4        | 1947             | 59°54′44.064″N 10°43′57.407″Ø / 59.91224000°N 10.73261306°Ø   |
| Christian Frederiks plass (Paléhaven) | 3        | 1750'erne / 1897 | 59°54′37.033″N 10°45′1.9440″Ø / 59.91028694°N 10.750540000°Ø  |
| Halfdan Kjerulfs plass                | 0,5      | 1861             | 59°55′3.7560″N 10°44′6.8676″Ø / 59.917710000°N 10.735241000°Ø |
| Regjeringsparken                      | *        | cirka 1990       | 59°54′55.544″N 10°44′41.284″Ø / 59.91542889°N 10.74480111°Ø   |

Herudover findes parken Børshagen (59°54′33.199″N 10°44′53.178″Ø / 59.90922194°N 10.74810500°Ø), der er byens første offentligt anlagte park (400 m2, 1819), men som der ikke længere er offentlig adgang til.

### Indre by
Tabellen viser parkerne i indre by uden om centrum. Parker uden sikker information om størrelse er placeret efter antaget størrelse. Parkerne langs Akerselven og de mindste parker er omtalt neden for tabellen.
| Park                                                        | 1.000 m2 | Anlagt         | Strøg                      | Administrativ bydel | Korthenvisning                                                 |
| ----------------------------------------------------------- | -------- | -------------- | -------------------------- | ------------------- | -------------------------------------------------------------- |
| Frognerparken (en del af parken ligger i ydre by)           | 467      | 1904 / 1936    | Frogner                    | Frogner og Ullern   | 59°55′36.50″N 10°42′4.30″Ø / 59.9268056°N 10.7011944°Ø         |
| Botanisk hage                                               | 140      | 1818           | Tøyen                      | Grünerløkka         | 59°55′2.8632″N 10°46′12.086″Ø / 59.917462000°N 10.77002389°Ø   |
| Torshovdalen                                                | 139      | 1939 / 1948    | Torshov, Sinsen, Rosenhoff | Sagene              | 59°56′0.81240″N 10°46′36.844″Ø / 59.9335590000°N 10.77690111°Ø |
| Tøyenparken                                                 | 93       | 1950'erne      | Tøyen                      | Grünerløkka         | 59°55′3.3276″N 10°46′39.007″Ø / 59.917591000°N 10.77750194°Ø   |
| St. Hanshaugen                                              | 89       | 1865           | St. Hanshaugen             | St. Hanshaugen      | 59°55′36.275″N 10°44′27.377″Ø / 59.92674306°N 10.74093806°Ø    |
| Sofienbergparken                                            | 74       | 1961           | Sofienberg, Grünerløkka    | Grünerløkka         | 59°55′22.184″N 10°45′51.268″Ø / 59.92282889°N 10.76424111°Ø    |
| Middelalderparken (vandspejlet er inkluderet med 22.000 m2) | 66       | 2000           | Gamlebyen                  | Gamle Oslo          | 59°54′12″N 10°45′44″Ø / 59.90333°N 10.76222°Ø                  |
| Marienlytparken                                             | 56       | 1950'erne      | Marienlyst                 | St. Hanshaugen      | 59°55′58.685″N 10°43′21.407″Ø / 59.93296806°N 10.72261306°Ø    |
| Stensparken med Blåsen                                      | 49       | 1890 / 1943    | Fagerborg                  | St. Hanshaugen      | 59°55′40.184″N 10°43′47.903″Ø / 59.92782889°N 10.72997306°Ø    |
| Torshovparken                                               | 41       | 1931           | Torshov                    | Sagene              | 59°56′8.0880″N 10°46′14.520″Ø / 59.935580000°N 10.77070000°Ø   |
| Myraløkka                                                   | 40       | cirka 1960     | Sagene                     | Sagene              | 59°56′11.029″N 10°45′26.860″Ø / 59.93639694°N 10.75746111°Ø    |
| Kampen park                                                 | 39       | 1888           | Kampen                     | Gamle Oslo          | 59°54′55″N 10°46′48″Ø / 59.91528°N 10.78000°Ø                  |
| Bjølsenparken                                               | 33       | 1900           | Bjølsen                    | Sagene              | 59°56′27″N 10°45′22″Ø / 59.94083°N 10.75611°Ø                  |
| Vålerenga park                                              | 32       | 1903           | Vålerenga                  | Gamle Oslo          | 59°54′25″N 10°47′14″Ø / 59.90694°N 10.78722°Ø                  |
| Klosterenga                                                 | 30       | *              | Galgeberg                  | Gamle Oslo          | 59°54′30.064″N 10°46′32.210″Ø / 59.90835111°N 10.77561389°Ø    |
| Iladalen park                                               | 28       | 1948           | Ila                        | Sagene              | 59°55′53.382″N 10°45′6.9300″Ø / 59.93149500°N 10.751925000°Ø   |
| Uranienborgparken                                           | 17       | 1904           | Uranienborg                | Frogner             | 59°55′18″N 10°43′16″Ø / 59.92167°N 10.72111°Ø                  |
| Birkelunden                                                 | 17       | 1882 / 1916    | Grünerløkka                | Grünerløkka         | 59°55′35.152″N 10°45′36.360″Ø / 59.92643111°N 10.76010000°Ø    |
| Grønlands park - Botsparken                                 | 15       | 1917 / 1924    | Grønland                   | Gamle Oslo          | 59°54′34.556″N 10°46′10.272″Ø / 59.90959889°N 10.76952000°Ø    |
| Torshov kirkepark                                           | 15       | *              | Torshov                    | Sagene              | 59°56′16.022″N 10°46′22.555″Ø / 59.93778389°N 10.77293194°Ø    |
| Hasleparken                                                 | 14       | cirka 1960     | Hasle/Keyserløkka          | Grünerløkka         | 59°55′17.152″N 10°46′59.016″Ø / 59.92143111°N 10.78306000°Ø    |
| Ruinparken (tidl. kaldt Minneparken)                        | 14       | 1872 / 1932    | Gamlebyen                  | Gamle Oslo          | 59°54′21.812″N 10°46′7.1796″Ø / 59.90605889°N 10.768661000°Ø   |
| Hallénparken                                                | 13       | *              | Dælenenga / Torshov        | Grünerløkka         | 59°55′53.227″N 10°45′46.750″Ø / 59.93145194°N 10.76298611°Ø    |
| Grünerhagen                                                 | 12       | 1700-t. / 1950 | Grünerløkka                | Grünerløkka         | 59°55′18.505″N 10°45′17.744″Ø / 59.92180694°N 10.75492889°Ø    |
| Idioten                                                     | 12       | 1930           | Valleløkken, Adamstuen     | St. Hanshaugen      | 59°55′51.524″N 10°44′12.314″Ø / 59.93097889°N 10.73675389°Ø    |
| Frøyas have                                                 | 11       | 1994           | Skarpsno                   | Frogner             | 59°54′59.029″N 10°41′45.082″Ø / 59.91639694°N 10.69585611°Ø    |
| Olaf Ryes plass                                             | 10       | 1888 / 1928    | Grünerløkka                | Grünerløkka         | 59°55′22″N 10°45′30″Ø / 59.92278°N 10.75833°Ø                  |
| Rudolf Nilsens plass                                        | 9        | 1927 / 1999    | Tøyen                      | Gamle Oslo          | 59°54′57.830″N 10°45′56.984″Ø / 59.91606389°N 10.76582889°Ø    |
| Skarpsnoparken                                              | 9        | 1934           | Skarpsno                   | Frogner             | 59°54′53.424″N 10°42′2.7900″Ø / 59.91484000°N 10.700775000°Ø   |
| Framneshaven (Tinker'n)                                     | 8        | 1993           | Skillebekk                 | Frogner             | 59°54′41.062″N 10°42′41.008″Ø / 59.91140611°N 10.71139111°Ø    |
| Alexander Kiellands plass                                   | 7        | 1927 / 2001    | Ila                        | Grünerløkka         | 59°55′39.565″N 10°45′1.4436″Ø / 59.92765694°N 10.750401000°Ø   |
| Kristparken                                                 | 7        | 1964           | Hammersborg                | St. Hanshaugen      | 59°55′3.7164″N 10°44′55.496″Ø / 59.917699000°N 10.74874889°Ø   |
| Langgaardsløkken                                            | 7        | 1994           | Briskeby                   | Frogner             | 59°55′22.436″N 10°42′54.565″Ø / 59.92289889°N 10.71515694°Ø    |
| Gråbeinsletta (med parken om Sagene kirke 10.000 m2)        | 6        | 1922           | Sagene                     | Sagene              | 59°56′16.566″N 10°45′4.2228″Ø / 59.93793500°N 10.751173000°Ø   |
| Schous plass                                                | 6        | 1916           | Grünerløkka                | Grünerløkka         | 59°55′14″N 10°45′37″Ø / 59.92056°N 10.76028°Ø                  |
| Hydroparken                                                 | 6        | 1960           | Frogner                    | Frogner             | 59°54′52.603″N 10°43′0.62760″Ø / 59.91461194°N 10.7168410000°Ø |
| Amaldus Nielsens plass (Vestkanttorvet)                     | 5        | 1921           | Frogner                    | Frogner             | 59°55′27.293″N 10°42′48.964″Ø / 59.92424806°N 10.71360111°Ø    |
| Sommerfrydhagen                                             | 5        | 1995           | Tøyen                      | Gamle Oslo          | 59°54′42.649″N 10°46′35.069″Ø / 59.91184694°N 10.77640806°Ø    |
| Ankerhagen                                                  | 5        | 1921 / 1985    | Ruseløkka                  | Frogner             | 59°54′47.452″N 10°43′15.074″Ø / 59.91318111°N 10.72085389°Ø    |
| Svartdalsparken                                             | *        | 1930-tallet    | Svartdalen                 | Gamle Oslo          | 59°54′16.351″N 10°47′31.690″Ø / 59.90454194°N 10.79213611°Ø    |
| Bülow Hanssens plass                                        | 4        | 1939           | Carl Berner                | Grünerløkka         | 59°55′37.628″N 10°46′32.520″Ø / 59.92711889°N 10.77570000°Ø    |
| Evald Ryghs plass                                           | 3        | 1931           | Ila                        | St. Hanshaugen      | 59°55′45.602″N 10°44′50.320″Ø / 59.92933389°N 10.74731111°Ø    |
| Sentralparken i Pilestredet park                            | 3        | 1883/2006      | Pilestredet park           | St. Hanshaugen      | 59°55′10.772″N 10°44′16.004″Ø / 59.91965889°N 10.73777889°Ø    |
| Kvinneklinikkparken i Pilestredet park                      | 2        | 2000-tallet    | Pilestredet park           | St. Hanshaugen      |                                                                |
| Akersveien / Akersbakken foran Gamle Aker kirke             | 2        | 1869           | Gamle Aker                 | St. Hanshaugen      | 59°55′24.586″N 10°44′45.337″Ø / 59.92349611°N 10.74592694°Ø    |
| Josefines park                                              | 1        | *              | Homansbyen                 | Frogner             | 59°55′24.236″N 10°43′35.274″Ø / 59.92339889°N 10.72646500°Ø    |

* Sikker information mangler
Dertil kommer Akerselven, som løber gennem byen fra nord til syd fra Maridalsvannet 149 meter over havet til fjorden og omgivet af mange mindre parkanlæg, blandt andet Elgsletta på Grønland nord til Nybrua (15 800 m2), Theodor Kittelsens plass mellem Ankerbrua og Nybrua (1917, 59°55′4.3752″N 10°45′32.962″Ø / 59.917882000°N 10.75915611°Ø), Kuba (26 700 m2, 59°55′26.908″N 10°45′9.3996″Ø / 59.92414111°N 10.752611000°Ø) på Grünerløkka, Våghalsen (16 900 m2,59°55′49.436″N 10°45′27.785″Ø / 59.93039889°N 10.75771806°Ø), Heftyeløkka på Bjølsen (59°56′21.980″N 10°45′54.205″Ø / 59.93943889°N 10.76505694°Ø).
I indre by findes nogle små parker, blandt andre Arno Bergs plass (500 m2, 1932, 59°55′15.874″N 10°42′49.043″Ø / 59.92107611°N 10.71362306°Ø), Dronning Astrids park (efter 1995, 59°55′33.218″N 10°43′24.730″Ø / 59.92589389°N 10.72353611°Ø), Gjenbruksparken (59°55′8.9220″N 10°44′20.890″Ø / 59.919145000°N 10.73913611°Ø) i Pilestredet park (2000-tallet), Riddervolds plass (800 m2, anlagt 1885, 59°55′8.4108″N 10°43′10.283″Ø / 59.919003000°N 10.71952306°Ø), Skillebekkparken (500 m2, 1869, 59°54′45.284″N 10°42′41.083″Ø / 59.91257889°N 10.71141194°Ø), Sommerroparken (1870'erne, 59°54′53.669″N 10°43′6.9240″Ø / 59.91490806°N 10.718590000°Ø), Valkyrie plass (750 m2, 1929, 59°55′42.139″N 10°43′3.7956″Ø / 59.92837194°N 10.717721000°Ø).
Ladegårdshagen (59°54′21.967″N 10°46′1.2324″Ø / 59.90610194°N 10.767009000°Ø) i Gamlebyen er en lille symmetrisk have med kunstklippede felter som i renæssance- og barokhaver. Freiaparken 59°55′31.166″N 10°45′52.427″Ø / 59.92532389°N 10.76456306°Ø på Rodeløkka er en privat, lukket park ved chokoladefabrikken, i regelmæssig og streng stil, kendt for blomsterrigdom og mange skulpturer.
Af 27 parker i indre by, som er 10.000 m2 eller større, ligger 20 på østkanten og 7 på vestkanten (bydelene Frogner og St. Hanshaugen).

### Ydre by
De største parker og grønne områder i ydre by er:
| Park                                                                       | 1.000 m2 | Anlagt           | Strøg    | Bydel                            |
| -------------------------------------------------------------------------- | -------- | ---------------- | -------- | -------------------------------- |
| Ekeberg med Brannfjell, friarealer, skovpark og Ekebergparken skulpturpark | 1695     | 1948 / 2013      | Ekeberg  | Nordstrand, Gamle Oslo           |
| Alnaparken (Alnabru)                                                       | 200      | 2006             | Alnabru  | Alna                             |
| Nordre Skøyen Hovedgård                                                    | 135      | *                | *        | Østensjø                         |
| Korsvollparken                                                             | 87       | 1930             | Korsvoll | Nordre Aker                      |
| Østensjøområdet                                                            | 86       | 1930 / 1950'erne | *        | Østensjø                         |
| Svartdalsparken (naturparken)                                              | 83       | *                | Kværner  | Gamle Oslo, Østensjø, Nordstrand |
| Holmendammen                                                               | 64       | *                | *        | Vestre Aker                      |
| Smestadparken                                                              | 49       | *                | Smestad  | Ullern                           |

Andre parker i ydre by, som er betegnet bypark i kommunedelplan Grøntplan for Oslo (1993), ordnet efter bydel (strøg, år anlagt og størrelse i parentes, hvor dette er kendt):
- Bydel Alna: Furusetparken (Furuset)
- Bydel Bjerke: Sverre Refstads plass (Risløkka), Veitvetparken (Veitvet), Økernparken (Økern, rustet opp 2007), Økernbråten - Bjerkedalen, Årvollparken (Årvoll)
- Bydel Frogner: Bygdøy
- Bydel Grorud: Grorudparken (Grorud), Hølaløkka (Grorud), Romsåsparken (Romsås)
- Bydel Grünerløkka (se også Indre by): Lørenparken (Løren, cirka 2005, 6 dekar)
- Bydel Nordre Aker: Harald Hals' park (Ullevål Hageby, cirka 1915, 11.000 m2), Kjelsåsparken (Kjelsås)
- Bydel Nordstrand: Agnes Thorsens plass (Sæter), Lambertseterparken (Lambertseter), Nordseterparken
- Bydel Stovner: Stovnerparken (Stovner)
- Bydel Søndre Nordstrand: Hallagerjordet, Holmliaparken (Holmlia), Lofsrudparken, Stensrudparken
- Bydel Ullern: Vækerøparken
- Bydel Vestre Aker: Gaustadparken (Gaustad), Hovseterparken (Hovseter) Makrellbekken / Hoffselva
- Bydel Østensjø: Trasopparken.

Nogle af de gamle gårde har haver og parker, som er offentligt tilgængelige: Søndre skøyen hovedgård (1860-tallet, privat del, kaldes også Den engelske park), Linderud gård, Bogstad, Frogner.

## Parkerne i landskabet
Oslos centrale byområde ligger i Oslogryta. Det er området mellem åsene (bevaret som næsten uberørt natur): Holmenkollen / Voksenkollen / Vettakollen og Grefsenåsen i nord og Haukåsen i øst, alle mellem 350 og 500 meter over havet, og Ekeberg i sydøst, knapt 150 moh. På skråningen ned fra åsene nordpå i byen er det Holmenkollåsen, Grefsenkollen, Torshovdalen og Korsvollparken, som giver den bedste udsigt.
Ekebergskrenten har egentlig den bedste placering i hele Oslogryta, hvor det kunne være muligt at se tilbage og ned i "gryden", men dette vue er næsten gået tabt. Den del af Ekebergåsen, som vender mod fjorden, har parkskov med stier og udsigt. Men på skrænten mod byen findes privatboliger, boligblokke og skov uden gode, åbne udsigtspunkter i offentlige anlæg.
På udsigtspunkterne i indre by findes flere parker: Blåsen i Stensparken, St. Hanshaugen, og højdedraget Ola Narr – Tøyenparken – Kampen park, alle tre mellem 80 og 90 meter over havet. Hasleparken bag Tøyenparken ligger noget højere. På Akerryggen (fra Akersneset med fæstningen langs Akersgata til St. Hanshaugen) er Kontraskjæret og Egebergløkka brugt som parker med udsigt over henholdsvis Pipervika og bydelene i indre øst.
Fra fladen ved Eidsvolds plass bølger terrænet sig mod vest med tre højder: Bellevuehøjden med Slottsparken, Uranienborghøjden med Uranienborgparken og Tørtberg med Monolitten i Vigelandsanlegget.
Akerselva har i løbet af 1900-tallet fået en parkmæssig behandling, som både tilgodeser landskabet og industrihistorien. Arbejdet med at udvikle de øvrige elve som rekreations- og parkanlæg er påbegyndt. Alna er kommet længst med sin miljøpark, mens Lysakerelva, Frognerelva, Hovinbekken og Ljanselva stadig mangler en del.
Oslo har en lang vandlinje, som har været lukket af havn og skibsværft i meget af 1800- og 1900-tallet. Ved byens vestgrænse mod Bærum findes Vækerøparken direkte ved fjorden. Parkmæssigt udformede badepladser er Huk på Bygdøy og, sydøst i byen, Katten og Hvervenbukta (nær Ljanskollen med tursti langs vandet), og områder på Malmøya og Ulvøya. Fjordbyplanerne indebærer, at fjorden åbnes for befolkningen ved anlæg af nye parker ved den.
Blandt byøerne er Langøyene (ligger i Nesodden kommune), Hovedøya og Gressholmen let tilgængelige, alle tre med parkskov og badepladser.
Vandspejlet i Middelalderparken i Gamlebyen giver et billede af, hvor middelalderbyens strandlinje gik.

## Forløbere for de offentligt anlagte byparker
Nord for Olavsklosteret i Gamlebyen, som nu er bispegård, har der i senmiddelalderen ligget en have med grøntsagsdyrkning og fiskedam. Der findes ellers kun lidt viden om haverne i middelalderens Oslo. Men man kan med stor sikkerhed regne med, at klosteret på Hovedøya havde en klosterhave i tidens stil, anlagt af englændere.
Slottshagen på Akershus slot og fæstning er den tidligst afbildede norske renæssancehave, sandsynligvis anlagt tidligt i 1560'erne (den første var Bispehagen i Bergen, anlagt cirka 20 år tidligere). Slottshagen havde inden for sin stakitindhegning strengt formede bede, pavillion og en fiskedam, kaldet Munkedammen efter lensherre Christen Munk. Haven blev nedlagt i slutningen af 1600-tallet, og dammen opfyldt i 1860'erne, men genåbnet i 1965. I fæstningen kom Kanonparken i 1770'erne, anlagt af kommandanten og brugt til promenade. Den var offentlig anlagt og tilgængelig, selv om byens myndigheder ikke havde noget at skulle sige over den, og den ikke primært var ment for befolkningen.
Paléhaven var byens første park, som blev tilgængelig for almenheden, da ejeren Christian Ancher åbnede den for publikum i 1760'erne. Det var landets eneste byhave i barok havestil og lå ved datidens havbred på opfyldt land. I dag står der stadig en lindealle på pladsen («Plata»).
Mange grunde ("løkker") på bymarken, som var borgernes fælles udmark, hvor de kunne dyrke hø og lade dyrene græsse, har haft nyttehaver, der fra begyndelsen mest anvendtes til dyrkning af grøntsager, men fra hen på 1700-tallet også anlagt som lysthaver. Damme var almindelige, og her blev der opdrættet karper og andre spisefisk. Den eneste af disse grunde, som findes godt bevaret, er ved grundstykket Rolighed i Professor Dahls gate 32 (Langgaardsløkken), hvor der blandt andet er bane til keglespil.
Haven på Marselis’ grund (Marselienborg) er den nuværende Eidsvolls plass og nærmeste karré syd for Stortingsgata. Her har indvandrede tyske og hollandske gartnere arbejdet allerede i 1600-tallet i det, som var det fineste haveanlæg blandt grundene nær byen fra cirka 1650 til 1840'erne. Da blev den offentlige park anlagt på Eidsvolls plass og firkanten mod syd bebygget. Nabohaven på Ruseløkken, der nu er Studenterlunden, var i samme periode en renæssancehave.
Haven omkring Munkedammen i Vika blev midt i 1700-tallet en af de første halvoffentlige haver, hvor samfundets overklasse promenerede, indtil den forfaldt i 1790'erne. Dammen var cirka 50 meter bred og nok 100 meter lang og var en videreførelse af to damme, som man antager, at munkene på Hovedøya havde anlagt. I dammen lå en ø med en toetagers pavillion og urtehave. Munkedammen er ikke bevaret.
Nord for Stortorget og Grensen blev der anlagt en række haver i 1700-tallet, blandt andet i 1703 James Collets "Grensehaven" i renæssancestil mellem |Akersgata og Grubbegata.
Haven ved Oslo Ladegård var i anden halvdel af 1700-tallet i renæssancestil med klippede hække, gangstier i et firkantet rudenet, et langt bassin og lige alleer helt ned til fjorden. I 1999 blev en lille del af Ladegårdshagen genskabt i forbindelse med, at Bispegata langs sydsiden af Ladegården blev reduceret fra seks til to kørebaner.
Grünerhagen på Nedre Foss, anlagt af Grünerfamilien i 1700-tallet, var en storslået have med terrasser, alleer, en dam med et lysthus på pæle og en dyrehave med påfugle, gæs og kalkuner. Haven blev ødelagt i slutningen af 1800-tallet men genåbnet som park omkring 1950.
Bygdøy havde, som sommerbolig for statholderen, en renæssancehave fra 1680'erne. Halvøen blev rekreationsområde i slutningen af 1700-tallet. I 1830'erne blev der anlagt en ny have i landskabsstil ved Kongsgården, og i skoven blev der anlagt gangstier, som stadig findes.
Flere af gårdene omkring byen havde i 1700-tallet lindealleer (lind var 1700-tallets bytræ og meget brugt i alleer, også på store gårde), og nogle af dem står endnu i dag:
- Linderud
- Søndre Bjølsen (nu Bjølsenparken)
- Nordre Skøyen Hovedgård, og
- Frogner Hovedgård (fra hovedbygningens nordvæg til monumentet over Mathia Anker).

I centrum er der lindealléer
- i Paléhaven, der i 1700-tallet var en privat barokhave
- i Dronningparken (sydvestlige del af Slottsparken), som engang var bymarkgrunden Sommerro
- i Slottsparken på begge sider af Slottsplassen (dobbelte alleer plantet 1838)
- i Regjeringsparken, oprindelig hovedadgang til Rikshospitalet, sandsynligvis 1820'erne
- fra Grønlandsleiret op til Botsfengselet hovedindgang (fængslet stod færdigt i 1850'erne).

På Linderud gård er en 70 meter lang kanal og en 120 meter lang «hasseltunnel» intakte, to elementer i 1700-talshaver, som er inspireret af renæssancens havestil.
Parken på Bogstad fra 1780'erne var landets første park i landskabsstil. Peder Anker tog en gartner med fra Tyskland, og han udnyttede skråningen fra herregården til Bogstadvannet med svungne stier, kunstige bække og træer. Parken er renoveret i 2000'erne.
I samme stil anlagde John Collett cirka år 1800 parken ved Ullevål gård, der er kendt for sin rigdom af stemningsskabende elementer og for at være et midtpunkt for socialt liv. Foruden Bogstad og Ullevål havde Vækerø en ganske stor have i landskabsstil, som stadig er bevaret (Vækerøparken).
På Frogner Hovedgård anlagde Bernt Anker i slutningen af 1700-tallet en barokpark. Da Benjamin Wegner overtog gården i første halvdel af 1800-tallet, blev der anlagt en landskabspark i romantisk stil. Parken omfattede en del af det, som i dag er Frognerparken, centreret rundt om herregårdsbygningerne, og den skal delvis genskabes.
Ved udgangen af 1700-tallet var der 96 personer, som tilbød gartnertjenester i byen.

## 1812–1865: De første parker
Da lille Christiania med omkring 10.000 indbyggere skulle udbygges som hovedstad fra 1814, var forudsætningerne for parkudvikling ikke så gode som i mange større byer på den tid:
- Der fandtes ikke noget slot med have, som kunne blive offentlig park, som f.eks. parken ved Tuilerierne i Paris.
- Akershus fæstningsområde gav plads til de senere parker Munkedammen, Grev Wedels plass og Kontraskjæret. Men der fandtes ingen sammenhængende fæstningsvold med voldgrav rundt om byen, som kunne ændres og danne grundlag for et parkbælte som i Wien eller København (Tivolihaven, Botanisk Have, Ørstedsparken og Østre Anlæg).
- Byen havde små kongelige jagtskove på Bygdøy, men ingen dominerende områder i centrale dele af byen, som kunne gøres til offentlige parker på samme måde som Londons kongelige parker og Tiergarten i Berlin.

Før 1870 var den almindelige opfattelse, at parker ikke var en kommunal opgave. Da det første parkvæsen kom i 1875 og den voldsomme byvækst begyndte, havde byen alligevel en række fine parker. Meget forskellige interesser havde sørget for det:
- Initiativrige borgere i Selskabet for Christiania Byes Vel (en række gadebeplantninger og mindre parker).
- Statsmyndigheder, som byggede hovedstaden (Tøyenområdet tænkt som universitetsområdested (Botanisk have), Botsfengselet med park omkring, områder ved fæstningen, Universitetshagen).
- Ejendomsejere, som ikke ønskede genboer (Eidsvolls plass).
- En franskmand, som havde store planer (kong Karl Johan: Slottsparken og Bygdøy).
- En driftig indvandrer og forretningsmand (F.H. Frölich: St. Hanshaugen).

Oslos bymark, med mange grunde (løkker) med haver, og gårdene som lå rundt om byen, fik ikke så stor direkte betydning som grundlag for offentlige parker i denne tidlige periode.
Børshagen blev skabt ved, at Christiania Byes Vel i 1812 tog initiativ til at beplante det, som dengang hed Grønningen, efter at et forsøg på det samme i 1806 var slået fejl. Dette var den første offentligt anlagte park i Christiania, og den blev åbnet for publikum i 1819. Den fik navnet Esplanaden og var et vigtigt sted for promenade, også efter at Børsen blev bygget i parken i 1826. Den sydøstlige del af Kvadraturen, det oprindelige byområde inden for voldene, var et rigt strøg, hvor man så og blev set, indtil vestkanten begyndte at tage form vest for Egertorget og Bak Slottet fra 1850'erne, og området ved den vestlige del af Karl Johans gate overtog rollen i løbet af årene frem til 1890'erne.
Selskabet for Christiania Byes Vel valgte anlæggelse af parker, udsmykning med monumenter og lignende som mærkesager i selskabets første halvtreds år. Kroghstøtten ved Nybrua var Norges første udendørs monument i 1833, med en omgivende park (som senere blev reduceret ved bygningen af Kroghstøtten sygehus). Bankplassen blev anlagt med byens første blomsterbed i en offentlig park (1860'erne), ved Vår Frelsers kirke (i dag Oslo domkirke) og Trefoldighetskirken blev der plantet, og selskabet fik forpurret bygning på Kontraskjæret (1860 og 1864). Selskabet tog initiativ til gadebeplantning, blandt andet langs Grønlandsleiret, vejen fra Nybrua til Tøyen, Drammensveien og Rådhusgata (nogle af disse træer står i dag vis-a-vis Kontraskjæret). I 1866 vedtog selskabet, at kommunen herefter måtte overtage anlæg af nye parker.
Slottsparken blev anlagt fra 1838 til 1844 i landskabsstil, ret enkelt udformet med store trær, gangstier, damme og plæner i det bølgende landskab. Dronningparken mod Drammensveien er en romantisk, intim park, anlagt noget senere og lukket for almenheden, bortset fra dagtimer i sommerhalvåret. Mod øst og Karl Johans gate ligger højdedragene Abelhaugen og Nisseberget. En række betydende statuer og skulpturer står i den 225.000 m2 store park.
Kong Karl Johan ønskede, at Slottsparken skulle gå helt til Uranienborgskogen, hvor Uranienborg kirke ligger, og indgå i et parkbælte fra slottet til Bygdøy. Karl Johans grandiose parkplaner blev ikke realiseret som et sammenhængende bælte, men Slottsparken er i dag Oslos centrale bypark, og Bygdøy blev vigtig i byens liv med parkskove, badestrande, klipper, landsbrugslandskab og museer. Karl Johan overtog kongsgården som privat ejendom og proklamerede Bygdøy som folkepark i 1837. Han købte løkker langs Frognerkilen og anlagde Lindehagen (i dag Dronningberget) mod nord på Bygdøy. Skoven, som tilhørte Kongsgården, blev fredet for hugst og jagt i 1840. Oscar II anlagde stier vest og nord på halvøen, så der i 1882 var i alt en mil promenadestier. Bygdøy Sjøbad kom til i 1880.
Studenterlunden blev købt af staten i 1837. Området var da udlagt som park og kaldtes Ruseløkken park. Efter at Universitetet åbnede på den anden side af gaden i 1852, blev området meget brugt af studenter, og navnet kom i brug samme år. Serveringsstedet "Frizners paviljong" åbnede 1864. Parken er lagt om flere gange siden, mest indgribende ved bygningen af Nationaltheatret midt i parken (1899).
Den tilstødende Eidsvolls plass blev købt af husejerne på nordsiden af Karl Johans gate i 1846. De store træer i parken er sandsynligvis fra 1850'erne. Området var da fortsat sumpet, og Bislettbækken, som flød gennem området, blev først overdækket omkring 1860. Staten købte grunden i 1858. Anlægget af parken stod på i flere tiår. Wergelandsstatuen blev afsløret i 1881.
Universitetshagen blev anlagt i 1850'erne, som en indhegnet oase mellem universitetsbygningerne ved Karl Johans gate.
St. Hanshaugen, cirka 2 km. ret nord for centrum, var losseplads og anset for at være et unyttigt areal indtil fejringen af Sankt Hans lidt før 1820 flyttede dertil fra Ruseløkkbakken. F.H. Frölich tog initiativ til at anlægge park her midt i 1850'erne, kom igennem med det efter adskillig modstand og stod for den første del af anlæggelsen. Christiania Byes Vel kom ind midt i 1860'erne, plantede 1275 træer og skabte den første større park udenfor byens centrum. Kommunen overtog ansvaret i 1867 og gjorde parken færdig i årene fra 1876 til 1890. Den sidste del blev lagt til ved køb af grunde i 1909. St. Hanshaugen havde sin storhedstid som attraktion for byen og tilrejsende fra 1890'erne til 1. verdenskrig. Parken er i landsskabsstil, og alle parkers grundelementer som terræn, vegetation og vand udnyttes og spiller fint sammen. Blandingen af intime og romantiske partier i sydenden med enklere partier mod nord, storslået udsigt, underholdning, en kendt restaurant (Hasselbakken), fasaner og bjørne i grotte bidrog alt sammen til parkens popularitet.
Tøyenområdet var planlagt som placering for Universitetet, fra staten købte Tøyen hovedgård 1812, til det omkring 1820'erne blev vedtaget at lægge Universitetet ved Karl Johans gate. I årene 1814–1818 blev Botanisk have anlagt, og fra 1830'erne blev en række grunde tildelt professorer. Af disse findes Bellevue fortsat i Tøyenparken. Statens ejerskab bidrog til at sikre store områder til den senere park.
Omkring Botsfengselet (åbnet 1851) blev der anlagt park på det store areal, som staten købte, de senere Grønlands park – Botsparken og Klosterenga.
Oslo var ikke sent ude med offentlig anlagte parker, særlig i betragtning af, at man her først mod slutningen af 1800-tallet følte behov for de grønne "lunger", som gavner storbyen. I München blev Englischer Garten anlagt langs floden Isar fra 1789, i Bremen anlagde byen park på nedlagte fæstningsvolde i 1804, og enkelte andre tyske byer var også tidligt i gang. Stockholm fik med Strömparterren nord for Gamla Stan sin første park i 1832, mens Central Park i New York var USA's første offentligt anlagte bypark mod slutningen af 1850'erne.

## 1865–1916: Byparker i storbyen
Omkring 1870 skete en ændring, så anlæg af parker blev anset som en naturlig opgave for myndighederne i byen, som derved ville opnå to gode virkninger:
- dæmpe de skadelige sider ved storbyen: Støj, sod, røg og snavs fra industri og opvarmning, trange boliger med dårligt lys til lejlighederne, og
- give en skønhedsoplevelse, som var opdragende og helsebringende.

Christiania voksede i anden halvdel af 1800-tallet hurtigere end de fleste større byer i Europa, idet folketallet tredobledes mellem 1855 og 1880, og en ny vækstbølge med 65 % forøgelse fra 1888 til 1900. Udbygningen skete i overvejende grad ved, at entreprenører byggede enkeltstående lejlighedskomplekser og byhuse, mens kommunen regulerede gadenettet og stod for vandforsyning, kloakering osv. I denne nye del af byen, som stort set ligger inden for den nuværende ring 2, kom en række nye parker, de allerfleste af nogen størrelse beliggende på østkanten. Kommunens ledelse argumenterede for, at fællesskabet måtte sikre grønne lunger der først, hvor der var overbefolkede, usunde lejekaserner.
Byvæksten og sporvognene bidrog til, at mange ikke længere boede nær arbejdsstedet. Sammen med en fast arbejdstid betød dette mere fritid, som skulle udfyldes positivt. Enkelte parker blev intenst brugt helt fra de blev åbnet, hvilket Kampen park antagelig er det bedste eksempel på. Christiania beplantningsvesen, oprettet i 1875 som en del af Ingeniørvesenet og uden fagkyndigt personale, gav ny kapacitet til anlæg og vedligeholdelse af parker. Resultatet var, at byen fik mange parker af brugbar størrelse, og at deres fordeling allerede i denne periode bidrog til at udjævne forskellene i levevilkår mellem byens østlige og vestlige del.
I centrum blev Paléhaven gjort færdig som kommunal park i 1897. Børshagen blev renoveret ved udvidelsen af Børsen i 1911. Kommunen overtog ansvaret for Studenterlunden og Eidsvolls plass i henholdsvis 1888 og 1889. Grev Wedels plass i Kvadraturen blev anlagt som stor park i 1869 på initiativ af Christiania Byes Vel og anlagt på et område, som havde været reserveret til militære formål.
Fra 1869 til 1880 blev der anlagt mindre parker centralt i byen:
- ved Oslo domkirke, 2.700 m2, 1870)
- ved Trefoldighetskirken
- ved Gamle Aker kirke i krydset Akersveien / Akersbakken
- ved Grønland kirke
- Halfdan Kjerulfs plass
- Bankplassen
- Nordraaks plass
- Solli plass, kaldes i dag Sommerroparken

Parkanlægget omkring Sagene kirke stod færdigt i 1893.
En lille park mod nord i den nuværende Ruinparken (dengang kaldt Minneparken) i Gamlebyen var færdiganlagt i 1872 som det første parkanlæg, der markerede middelalderbyen.
Midt i 1860'erne tegnede Georg Andreas Bull en samlet plan for Grünerløkka. Ejeren (Thomas Heftye) og arkitekten opnåede i fællesskab en heldig løsning: Tre rummelige parker blev indtegnet i den ellers meget tætte bebyggelse. Parker i hele karréer var inspireret af det nye Paris, som blev anlagt fra cirka 1860. Birkelunden og Olaf Ryes plass, udformet som parker i henholdsvis 1882 og 1890, skulle blive to meget populære og brugte parker, der stadig anses for at være smukke byrum. Schous plass nederst på løkka var færdiganlagt 1916. Sammen med parken langs Akerselven fra 1915, der havde en spæd begyndelse i parken omkring Jacob kirke 1882, gav dette tidligt Grünerløkka god adgang til grønne lunger.
Kampen park kom fra 1888 på det højdedrag, hvor et vandreservoir og et trykbassin var gjort færdig i 1886. Udsigten derfra og det spændende terræn samt en grotte med vand, som børn kunne lege ved, var medvirkende til, at denne klassiske 1800-talspark blev meget brugt fra starten. Vålerenga park, med kirke midt i og vidt udsyn over Lodalen, blev skabt i årene 1903–1916.
Bjølsenparken kom til i 1900 på en del af en have, som hørte til Søndre Bjølsen gård, der var kendt for lindealleen langs parkens højderyg. Et stort område vest for parken blev udlagt til kolonihaver i 1912. Grønland park på området omkring Botsfengslet, der nogle gange kaldes Botsparken, blev åbnet i 1913.
Stensparken ligger på det højdepunkt, som tidligere hed Natmandshaugen (tidligere losseplads). Knausen Korpehaugen (i dag Blåsen) ligger som et stykke urørt natur med vid udsigt i den nordlige ende af det, som blev Stensparken. Denne bakke overtog fejringen af Sankt Hans fra St. Hanshaugen. Parken blev anlagt i landskabsstil fra 1890'erne og blev færdig under 2. verdenskrig. Fagerborg kirke fra 1903 ligger i den sydlige ende.
Uranienborgparken stod færdig i 1904 på bakken, hvor Uranienborg kirke fra 1886 lå. Højdedraget og en ganske stor skov var udgangspunktet for det, som blev en flot beliggende park på 17.000 m2, men indskrænket på grund af en legeplads i 1922 og en børnehave i 1954. I sydenden af højdedraget blev Riddervolds plass omdannet til park i 1885.
Bortset fra Stensparken og Uranienborgparken fik vestegnen ikke større parker i denne periode. Her var der ikke nogen samlet regulering som på Grünerløkka. De enkelte små grundejere og udbyggere tog ikke initiativ til at udlægge deres grunde til park på egen bekostning. De tæt bebyggede områder fra Majorstuen mod centrum forblev ganske uden parker, og det samme gjaldt områder på Frogner.
Lige uden for den tætte by på vestegnen åbnede i 1904 den første del af Frognerparken som offentlig park, nemlig den tidligere barokhave (Gamlehagen) mellem Frogner Hovedgård og Kirkeveien. Til Jubilæumsudstillingen i 1914 blev der lavet gangstier vest for gården og bro over dammene.
Blandt gader med beplantning blev Bygdøy alle, anlagt i 1890'erne, hurtigt kendt for sine kastanjer. Træerne blev efterhånden for store til at stå så nær gårdene, og bygartneren ville have placeret dem i en midterrabat, som det er gjort i Gyldenløves gate (gennem Frogner og Briskeby). Her blev gaden anlagt med ridesti, og bredden gjorde den til en smuk avenue. Til Jubilæumsudstillingen i 1914 blev Kirkeveien langs Frognerparken udvidet og fik træer i midterrabatten.
Enkelte af gårdene anlagde i perioden haver, som senere blev offentlige parker, såsom Skøyenparken (Søndre Skøyen hovedgård), bydelen Ullern, en stor park i landskabsstil anlagt i 1860-tallet.
Dele af Ekebergskråningen blev købt af kommunen i 1889 for at sikre området for friluftsliv og undgå at udflyttere kunne ødelægge det allerede dengang berømte landskabselement.
Parkkoncerter i kommunalt regie begyndte i 1907, hvilket var et initiativ, som skulle blive umådelig populært til langt ind i efterkrigstiden, og som fremdeles foregår med mellemrum. Parkbiblioteker, i regi af Deichmanske biblioteks reformator Haakon Nyhuus, startede i tre parker i 1901: I Dronningparken og Kampen park blev ordningen nedlagt samme år, mens Sankt Hanshaugen havde parkbibliotek så sent som 1907.

## 1916–1940: Offensiv kommunal parkpolitik

### Indledning
Årene 1916 og 1917 blev vigtige for parkerne og den grønne by:
- Parkvæsenet blev oprettet som egen etat, ledet af Marius Røhne, som var bygartner i cirka 30 år. Han havde etableret landets første havearkitektfirma og blev en betydningsfuld leder for etaten.
- Kommunen oprettede et parkudvalg, hvis første formand var Fernanda Nissen, Arbeiderpartiet, som bidrog til at sætte parkpolitik på dagsordenen for byens ledelse og i offentlig debat.

Mulighederne for at gennemføre parkpolitikken blev styrket af kommunens nye, aktive rolle fra 1911 som udbygger af boligområder, i mange tilfælde med samlet planlægning for ganske store områder under ledelse af reguleringschef Harald Hals.
De internationale klassekonflikter under første verdenskrig mærkedes også i Norge. Kort efter krigen blev ottetimersdagen vedtaget. I Oslo var en stor andel af befolkningen arbejdstagere, og disse fik mærkbart mere fritid. Den politiske venstrefløj pressede over for kommunen på for at den skulle sørge for betingelser for en aktiv fritid.
I årene frem til anden verdenskrig blev der gennemført mange tiltag over bred front og for første gang som del af en samlet kommunal politik for parker og friområder. Parkpolitikken var en del af en ny kommunal velfærdspolitik, som blev et udstillingsvindue for Oslo og internationalt kendt.

De grønne områder i boligområderne blev de første år prioriteret over centrumsparkerne. Parkvæsenet mente, at ved at anlægge robuste, pæne anlæg og fjerne indhegning om parkerne, ville folk sætte pris på tilliden, så hærværket på bænker, bede og buske ville aftage. Det virkede. Men der var stadig kommunale vagter i parkerne og fjernelsen af indhegningerne skete over en lang periode. 
| Citat        | Befolkningen i de boligområder, som fik nye eller omlagte anlæg, gav udtryk for sin tilfredshed ved i stigende grad at bruge dem, og ved at betragte dem, de havde fået, som deres egen ejendom, gik de ind for at værne dem mod ødelæggelser. | Citat |
| Marius Røhne | |       |

I slutningen af trediverne blev budgetterne strammere, og de mange nye parker og små grønne områder, som var blevet Parkvesenets ansvar, belastede ressourcerne. Man følte sig tvunget til at omlægge til større, let vedligeholdte plæner og færre blomsterbede, og denne rationalisering af driften fortsatte efter anden verdenskrig.

### Stisystemer, gadebeplantning, forhaver, legepladser, grønne boligområder mm.
Parkerne og de parkagtige stier skal danne parkårer gennem byen, hed det i den langsigtede arbejdsplan, som blev udfærdiget i 1916 og 1917. Parkerne og de grønne korridorer blev sat ind i byplansammenhæng og planlagt ved udbygningen af de store områder uden for byen, som kommunen havde købt ved århundredskiftet. Parkårerne, som storbyer i USA havde anlagt siden 1870'erne, skulle binde parkerne sammen og derved øge værdien af hver enkelt park, og desuden skulle de knytte byen til Marka. De planlagte parkårer var
- Akerselvens bredder, anlagt fra Nybrua cirka 1917 og senere nordpå
- fra Akerselva gennem Birkelunden, Dælenenga sportsplads, Torshovdalen, Nordre Åsen til Grefsenkollen – denne blev realiseret stort set ubrudt opp til Muselunden nord for Sinsenkrydset, men ikke derfra og nordpå til Grefsenkollen
- fra Botanisk hage på Tøyen over Tøyenparken, Kampen park, Ensjø og Valle Hovin, og derfra i flere forgreninger til Etterstad, Østmarka, Østensjø, Linderud, Alnabru, Grorud og Ekeberg
- Rådhusplassen – Bygdøy – Frognerparken – Gaustad – Sognsvann
- Alexander Kiellands plass – Geitmyra – Gråbeinsletta – Voldsløkka – Bjølsenparken – Korsvoll – Maridalen
- Frognerparken – Smestad – Huseby – Holmenkollen.

Parkvesenet fik tilsyn med og vedligeholdelse af grønne anlæg ved nye kommunale boligprojekter på Ila, Torshov, Lindern, Åsen, Rosenhoff, Vøyenvollen m.fl., og ved kommunale skoler, ældre- og plejehjem.
Gadestrækningerne med beplantning øgedes fra 6.000 meter til cirka 20.000 meter mellem 1916 og 1947. Kirkeveien blev i 1923 beplantet på strækningen fra Majorstuen til Vestre Aker kirke. I 1930- og 40-'erne blev dele af Colletts gate, Uelands gate og Christian Michelsens gate anlagt som brede gader med træer.
I alt 33 legepladser med kommunalt ansatte parkbetjente blev anlagt frem til 1940. Mange af disse havde skøjtebaner om vinteren. Krav om idrætsanlæg rejstes stærkere end før, og endog St. Hanshaugen blev foreslået omlagt til idrætsområde.
Koncerter og teater i parkerne i kommunal regi fortsatte.

### Nye parker – og Akerselven som park
Birkelunden var den første park, det nye parkvesenet tog sig af. Nyanlægget var færdigt i 1917 og imponerede ved den forskel, som et professionelt anlægsarbejde betød: Stierne holdt sig tørre i regnvejr og støvfri under tørke, planter og træer blev godt plejet, hegnene blev taget ned, der blev opsat belysning , og der blev fjernet træer for at få Paulus' plass med kirken og Birkelunden til at udgøre en helhed. Vandalisme var der siden mindre af, end man var vant til fra tidligere og fra andre parker. Birkelunden blev et samlingssted for Oslos østkant i mellemkrigstiden og meget brugt til politiske møder, demonstrationer, koncerter og anden aktivitet.
Torshovparken var den første park, som Parkvesenet anlagde efter en samlet plan for et helt strøg (Torshovbyen, som blev bygget af kommunen 1917–1924). Parken ligger på en bakke, som giver udsigt mod byen og fjorden fra toppen, hvor musikpavillonen er placeret. Planen var færdig i 1924, og parken åbnede i 1931. Torshovparken placerer sig på overgangen fra den formelle parkstil (i Norge 1914 – cirka 1930), med sine akser, symmetri og pavillon midt i parken, og funktionalismen med nænsom terrænbehandling og store, sammenhængende græsflader.
Alexander Kiellands plass stod færdig 1927 som en park i formel stil . Parken skulle blive et skoleeksempel på manglende langsigtet vedligeholdelse: Allerede i slutningen af 1930'erne var den nedslidt og kun lidt brugt. En renovering tidligt i 1980'erne hjalp ikke længe. Da parken blev renoveret igen og fik fontæne og vandspejl i terrasser i 2001, var den et flot anlæg. Få år senere var spejlene uden vand og uden de farverige blomsterbede, som skulle spejle sig i vandet. I 2010 kom der igen vand i hele anlægget.
På østkanten blev der desuden anlagt en række andre parker:
- Gråbeinsletta vest for Sagene kirke (1922)
- Rudolf Nilsens plass (tidligere Vahls plass) (1927)
- Kuba ved Akerselva på Grünerløkka (1928)
- Bülow Hanssens plass ved Carl Berners plass (1939)

Evald Ryghs plass på Ila illustrerer parkpolitikken for bydelene: Anlagt som del af et kommunalt boligprojekt (Ilakomplekset) i 1930, 4.000 m2 stor, og en kombination af traditionel park og en dominerende boldbane og legeplads.
På vestkanten kom disse nye parker til i mellemkrigstiden:
- Ankerhagen på Ruseløkka (1921)
- Amaldus Nielsens plass (Vestkanttorvet), et handelstorv, som blev omdannet til park (1921)
- Idioten på Valleløkken ved Adamstuen (1930)
- Arno Bergs plass på Briskeby (1932)
- Skarpsnoparken ved Frognerkilen (1934).

Fra 1915 har kommunen udviklet Akerselvens bredder som udflugtsområde og park, først med Theodor Kittelsens plass og områderne omkring Nybrua og Ankerbrua, som var færdige omkring 1920. Området fra Nybrua til Østre Elvebakke stod færdig i 1937. En strækning ved Brekkedammen øverst i elvens løb blev parklagt i 1930'erne.
Ekeberg blev anlagt som naturpark i løbet af mellemkrigstiden og stod færdig i 1948 som et stort område til leg og idræt.

### Frognerparken med Vigelandsanlegget
Frognerparken ligger på jordvejen til den gamle gård på Aker, Frogner Hovedgård. Herregårdsbygningerne ligger i parkens sydlige del.
Under første verdenskrig arrangerede det nye Parkvesenet, at Frogner fra 1916 blev brugt til dyrkning af fødevarer, især kartofler. I første del af mellemkrigstiden blev meget af Frognerparken anlagt. Fontæneanlægget var første del af Vigelandsanlegget og blev påbegyndt efter en vedtagelse i 1924. Arbejdet på den 850 meter lange skulpturpark med barokt præg foregik frem til begyndelsen af 1950'erne. I 1920'erne og 30'erne var der stærkt delte meninger om parkens udformning og om skulpturanlægget, blandt andet om hovedaksen skulle gå øst-vest eller nord-syd. Monolitten blev rejst som en granitblok i 1928, og tre stenhuggere arbejdede til 1942, hvor skulpturen på 200 ton og 17 meters højde blev afsløret.

## 1940–1945: Dyrkning og krigsanlæg i parkerne
Den 16. april 1940 tog Parkvesenet initiativ til at bruge alle kommunale arealer, som var ledige og egnede, til at dyrke kartofler og kålroer. Snart var der af frivillige organiseret maddyrkning i mange af byens parker, idrætspladser, skolegårde, haver ved kommunale boliger og institutionshaver. Allerede i 1940 var 35 dyrkingsområder taget i brug. Hvad der fandtes af arealer til private parceller blev fordelt. I løbet af krigen blev der etableret vagthold for at passe på afgrøderne, nogle steder med døgnvagt.
Mange parker blev brugt af de tyske okkupationstropper til kaserner, opstilling af udstyr og værksteder, hvilket gjorde stor skade. Da verdenskrigen var slut, var det derfor en stor opgave at sætte parkerne i stand igen. På Sophus Bugges plass stod der skydeskår i beton indtil 1953, og mellem bækken og Madserud allé i Frognerparken stod en SS-lejr til langt ind i 1950'erne. Også tilbageførsel af parkerne efter maddyrkingen var en stor opgave.
Under krigen arbejdedes der på Akerselvas bredder mellem Schultzehaugen og Beyerbrua.

## 1945–1970: Grønne drabantbyer og åbne byparker
Den første efterkrigstid var præget af mere hærværk i parkerne end i 1920'erne og 30'erne, og Parkvesenet hævdede, at noget af parkkulturen var gået tabt. Men kommunen havde ressourcer til genopbygning, og der blev foretaget passende vedligeholdelse. Vagthold og parkopsynsordning fortsatte og blev udvidet, da Oslo og Aker kommuner blev slået sammen i 1948. Fra 1950'erne og i 1960'erne indeholder de årlige budgetter store beløb til nye grønne anlæg i drabantbyerne og til stisystemer.
Nye stier blev stadig anlagt, fra 1953 efter en selvstændig plan for dem. Oslos stisystem blev bemærket i udlandet, og bymyndighederne i Paris brugte udtrykket "le turvei" om sine grønne forbindelsesstier efter inspiration fra Oslo.
Myndighederne lagde vægt på, at der skulle etableres grønne anlæg samtidig med ny bebyggelse. Drabantbyerne fik derved et stærkt grønt præg med åbne, store plæner og bevarelse af lunde og fyrretræsbevoksninger, mange steder helt tæt ind mod boligblokkene. De nære træer var populære blandt alle de børn, som befolkede drabantbyene i den første generation, og Parkvesenet meldte i 1953 om stor slitage på disse naturparker rundt om nye boliger.
I vinteren 1960 fandtes der 60 kommunale skøjtebaner i byen, mange af dem på legepladserne i parkerne.
Kronprinsesse Märthas plass (Rådhushagen) (1947) var efterkrigstidens første nye park i den tætte del af byen. Den er udformet i streng, symmetrisk stil og ligger som et præsentabelt anlæg langs rådhusets vestvæg som bindeled mellem Rådhusplassen og Pipervika, som på denne tid blev et attraktivt kontorområde.
Iladalen park er byens fineste og bedst bevarede park i funktionalistisk stil. Parken blev færdig i 1948 som midtpunkt i et helhedsplanlagt boligbyggeri i Iladalen, uden trafikbarrierer mellem bolig og park, som det senere blev gjort også i drabantbyerne. Trapperne øverst i parken har udsigt mod fjorden og var tænkt som en akse mod Vøyenvolden, men denne er brudt af ring 2 og desuden tilgroet og forfalden. I parken ligger Iladalen kirke.
Torshovdalen på hele 136.000 m2 blev udbygget fra 1939 til ind i 1950'erne og blev en stor, grøn korridor mellem Sinsen og Torshov, med legeplads med bassin i den nedre del og meget brugt til arrangementer, kælkning og andet.
Dronningparken åbnede igen for publikum i dagtimerne i sommerhalvåret fra 1958, efter kong Olavs ønske. Den havde været lukket siden begyndelsen af 2. verdenskrig.
Marienlystparken blev anlagt i 1950'erne i to dele. Den østlige del i skråningen ved Nedre Blindern gård (Leker’n) blev brugt til skihop og anden leg, også før den blev omdannet til park. Fladen mellem Kirkeveien og NRK var et jordstykke, som blev ændret til park, efter at der var bygget underjordisk garageanlæg i 1961.
Hydroparken ved Norsk Hydros nybyggeri ved Drammensveien og Bygdøy allé stod færdig i 1960, bygget af firmaet og fortsat drevet af det. Parken spiller med sine langstrakte mure med stenkunst, fontæneanlæg og træer vellykket sammen med den dominerende, 14 etager høje bygning og er byens bedste eksempel på den modernistiske parkstil fra denne periode. Hydroparken ligger på en grund tilhørende den tidligere "Mogens Thorsens stiftelse", hvor der lå en lang bygning mod Bygdøy allé i en kun lidt brugt, privat have.
Tøyenparken blev til gennem 1950'erne og 60'erne, da staten overdrog sine ejendomme til kommunen på betingelse af, at det meste blev udlagt som park. Parken ligger ned ad skråningen fra højdedraget, som går fra Ola Narr og sydpå og er den store park for det tætbebyggede Tøyen. I parken ligger bygningen Bellevue og Tøyenbadet fra 1975. Caltexløkka mod syd i parken blev indrettet som boldbane 1999–2004.
Sofienbergparken på 70.000 m2 blev skabt på en nedlagt kirkegård efter dennes fredningstid på 40 år. Parken vest for kirken blev åbnet i 1962, parken øst for i 1972. Den blev en vigtig tilføjelse i et stærkt tætbebygget område mellem Birkelunden og Botanisk have.
Grünerhagen, den gamle have på skråningen på Nedre Foss, fik i 1950 en enkel parkmæssig vedligeholdelse.
Kristparken på Hammersborg blev åbnet i 1964, efter at Krist kirkegård fra 1654 blev nedlagt i 1924. Parken ligger på østskråningen ned fra Akerryggen og blev parken for Hausmannsområdet med tætte karreer og dårlig boligstandard, og Hammersborg, hvor de gamle træbebyggelser i perioden 1930'erne til 60'erne blev erstattet af institutioner og kontorer.
Myraløkka på Sagene, som har været et populært legeområde langt tilbage i tiden, blev omlagt til park i 1960'erne.
Østensjøvannet, som lå i et landbrugslandskab frem til 1950'erne, blev anlagt som naturpark, da drabantbyerne nåede rundt om vandet. Folks adgang til vandet ad gangstier blev begrænset, så der fortsat er et rigt fugleliv hele året, og der er fortsat op mod 140 arter, som yngler og raster i nærheden af vandet, hvor der desuden er konstateret 440 plantearter og 1835 insektarter. Østensjøvannet Naturreservat blev oprettet i 1992 og dækker vandoverfladen og vådområdet i nærheden.
Kommunen arrangerede koncerter og teater med stor deltagelse i perioden, blandt andet op til 20.000 i Torshovdalen. Radioprogrammet "Hovedstadssommer på St. Hanshaugen" med Rolf Kirkvaag udsendte denne del af Oslos parkkultur til hele landet. I 1947 blev der produceret en parkfilm for "at vække interesse, forståelse og øget parkkultur". Filmen blev sammen med andre film fra 1947–1966 genudgivet i 2006.

## 1970–1989: Oslo mangler penge – miljøproblemer, gågader
Byfornyelsen, som begyndte på Grünerløkka cirka 1980 og omfattede meget af indre øst, blev en impuls til at gøre de tætte kvarterer med lejeboliger luftigere og grønnere. Miljøproblemerne, som biltrafikken skabte, og interessen for naturværdier trak i samme retning. Et af tiltagene var at nedrive baggårdene og de plankeværker, som delte gårdrummene og derpå ændre dem til have. Et andet tiltag var gågader: Stort set bilfri, fortovsbelagte gader med træer plantet i kasser. Den første legegade kom på Ruseløkka 1973, og fra 1979 til 1986 blev der oprettet 16 gågader. Gårdhaverne blev en succes, der videreudvikledes, mens kun få gågader blev de populære opholdssteder, de var tænkt som.
Oslo kommune fik relativt færre midler til rådighed gennem 1970'erne og 80'erne i takt med, at indbyggernes indtægt ikke længere lå langt over landsgennemsnittet. I budgetforslaget til bystyret for 1984 melder rådmanden at "mangeårigt efterslæb i vedligeholdet af en række anlæg har medført kritiske tilstande". Idrætsanlæg i elendig forfatning fik prioritet i Park- og idrettsvesenets budget, og parkerne fik kun ringe vedligeholdelse.
Kontraskjæret ved kanten af Akerryggen ind mod fæstningen blev udlagt til park i 1970, da restaurant Skansen og en benzinstation blev nedrevet. Den giver et fint udsyn over Pipervika og er en grøn indgang til byens store plads, Rådhusplassen.
Hallénhaven med gamle bygninger på Dælenenga blev sikret som offentlig park i 1975.
Grev Wedels plass havde længe været parkeringsplads, da den blev genskabt som park i 1984. På Oslo Byes Vels initiativ blev Militærhospitalet, som var revet ned på sin oprindelige grund, hvor Regeringsbygningen i dag ligger, opført i parken. Sydøst for fæstningsmuren ved Akershus fæstning blev Munkedammen genskabt i 1965.
Urtehagen på Grønland blev færdig i 1984, en lille park, hvor en åbning i tæt bebyggelse er udnyttet maksimalt.
Nogle parker blev istandsat: Birkelunden i 1984–86, Ankerhagen på Ruseløkka i 1984.
Nye drabantbyer opstod i 1970'erne og 80'erne på Stovner, Romsås, langs Furusetbanen og i bydelen Søndre Nordstrand. Kommunen påtog sig stadig ansvaret for at anlægge store, åbne grønne anlæg, men kun i få tilfælde egentlige traditionelle byparker.
Vandet i Akerselven blev stadig mindre forurenet, og i begyndelsen af 1980'erne kom laks og ørred tilbage i elven. Projektet Akerselva miljøpark kom i 1986 og omfattede 2.660.000 m2, og der kom gang i anlæggelse af en sammenhængende sti langs elven. Kommunedelplanen for Akerselven fra 1990 lagde et varigt grundlag for at værne elvens bredder.
Det første stikort, som dækkede Groruddalen, blev uddelt til husstandene i 1988.

## Fra 1990: Satsning på den blågrønne by

### Større parkbrug – trusler mod de grønne lunger
Fra 1990'erne valgte unge i stigende grad at bo i indre by, hvilket særligt viste sig i enkelte strøg på østkanten. Her øgedes folketallet, og børnetallet steg hurtigere end for befolkningen som helhed. Trenden blev at leve en større del af livet i det offentlige rum end tidligere. Dette har bidraget til at øge brugen af parkerne og opmærksomheden om dem. Viden om brug af parkerne findes fra en undersøgelse, Friluftsetaten foretog i 2004. De sidste 12 måneder havde 76 % af de adspurgte brugt byens parker. I bydelene i indre by varierede andelen fra 91 til 100%. Unge var flittigere brugere end andre aldersgrupper, og brugen var størst om sommeren (60 % ugentlige brugere, hvoraf 17% daglig). Udover denne undersøgelse findes der kun spredte tællinger af brugen af enkeltparker.
I 2000-tallet er der ny debat om, hvorvidt byens grønne lunger forsvinder, særligt på grund af det øgede boligbyggeri i indre by. Bygherrer for større områder må indlægge parker i planerne og betale for deres anlæg, som det sker på Ensjø. Men bygning af enkelthuse og mindre boligkomplekser fortætter byen, uden at den enkelte pålægges at tage ansvar for offentlige goder som parker (som det også skete under byvæksten i slutningen af 1800-tallet). Det er ikke politisk muligt at nedlægge parker, og forslag om at bruge parkarealer til andre formål kommer stort set fra bydele, som søger plads til nye børnehaver (nogle sådanne bliver bygget i parker, trods stor lokal modstand). Men åbne områder og grunde, nogle med vegetation, fortættes igen af nyt bolig- og erhvervsbyggeri, og mange karreer lukkes med porte og hegn. Det går særligt ud over halvstore børn, som har behov for offentligt tilgængelige steder at være. Ellers kan det blive mindre spændende at vokse op i indre by, og mulighederne for fysisk aktivitet bliver dårligere.

### Folkelig interesse og nye elementer i parkpolitikken
Folks interesse for alt, som har med parker og træer i byen at gøre, er stærk i 2000-tallet. Ødelæggelsestrangen ser ud til at være mindre end i den første efterkrigstid og i 1800-tallet. Nye boligområder får navne med ’have’ og ’park’, som f.eks. Pilestredet park og Waldemars hage, i visse tilfælde også uden at der er rimelig dækning for et sådant navn. Fældning af træer, som har nået deres naturlige alder, mødes af stærke protester.
Trends i samfundet har givet parkpolitikken nye elementer:
- Kommunen har vedtaget et byøkologisk program og at plante mindst et nyt træ for hvert et, som fældes.
- Der tages hensyn til orienterings-, syns- og bevægelseshæmmede ved udformning af parker.
- Status for parkdækningen måles og andre målinger følges op ved statusrapporter til bystyret. I 2007 er det 94,3 % af byens befolkning, som har et grønt område inden for 300 meter fra boligen[15]
- I 2007 indledtes et arbejde med at sikre stille områder i byen (af dem er mange parker og elvedale), hvor kommunen skal påtage sig et ekstra ansvar, blandt andet ved at hindre nye støjkilder i nærheden [16].
- Stigende affaldsmængder førte i 2006 til en ekstraindsats med oprydning i parkerne efter pres i den offentlige debat, og senere har fjernelse af parkaffald stået på den offentlige dagsorden.
- Kombinationen af, at det har fået højere status at leve livet i det offentlige rum, og at befolkningen i indre by nu har en meget høj andel mellem 20 og 30 år, fører til at de mest brugte parker er overfyldte af unge mennesker om aftenen fra maj og sommeren ud. Naboer til Sofienbergparken beskrev i 2008 sommeren som at leve i en festival alle dage med godt vejr. Men alt i alt er der langt mindre vold og utryghed end i 1970'erne og 80'erne: Da klagede folk over, at berusere dominerede, og at parkerne ikke kunne bruges. Der er stadig problemer med drikkeri og fester, som medfører støj, affald og urinering upassende steder, hvilket betyder, at en del holder sig væk.[17]

I 2004 var bare 6 % af de adspurgte i en brugerundersøgelse misfornøjede med "Parker og udeområder samlet set".  Andelen, som opgav misfornøjelse på enkeltområderne vedligeholdelse, muligheder for at sidde ned og forskønnelse (beplantning, fontæner, kunst) var højere. Det tyder på, at parkerne har en høj stjerne i folks bevidsthed.
Store koncerter og festivaler er vigtige indslag i brugen af parkerne i 2000-tallet. Norsk Hydros hundredårsjubilæum i Frognerparken var et højdepunkt med en gratiskoncert med a-ha for cirka 120.000 tilhørere. Andre store arrangementer er den årlige Musikkfest Oslo (i flere parker) og Øyafestivalen i Middelalderparken. I de parker, Friluftsetaten forvalter, blev der givet tilladelse til mange hundrede arrangementer i 2006.
Bydelene overtog i 2004 forvaltningen af de allerfleste parker, mens Friluftsetaten forvalter parkerne i centrum, Frognerparken, St. Hanshaugen, Torshovdalen og Tøyen kulturpark.

### Elve og bække – parkanlæg og genåbning
Alnaelva udvikles som miljøpark: Hølaløkka vandpark på Grorud åbnede i 2004, den 200.000 m2 store Alnaparken på Alnabru i 2006, og nye stistrækninger er åbnet. En strategisk grøn strukturplan for Groruddalen blev udformet i 2004.
Efter tyve års arbejde ifølge Projekt Akerselvens miljøpark forsvandt næstsidste krydsning af en gade langs Akerselven mellem Maridalsvannet og Vaterland i 2007 (Treschows gate på Bjølsen). Stien er dermed "bilfri" med undtagelse af Møllerveien ved Grünerbrua. Med midler fra handlingsprogrammet indre øst er der gjort en ekstra indsats for at skabe aktivitet i området omkring Nybrua og Ankerbrua og fjerne narkotikahandel og anden kriminalitet.
Genåbning af andre bække og elve er sat på dagsordenen, og der er lagt ganske ambitiøse planer.. Arbejdet med en sammenhængende kyststi langs Oslos fjordkyst begyndte i denne periode.

### Nye parker og stier
I centrum er der åbnet to nye parker i denne periode:
- Vaterlandsparken langs Akerselva (1994), i et område ved elvens udløb, som længe havde været i venteposition efter at gamle Vaterland blev nedrevet i 1960'erne. Parken har mange siddepladser og blev hurtigt meget brugt.
- Regjeringsparken mellem Akersgata og højhusene i Regjeringskvartalet (cirka 1990), som består af to vandspejle, en lindealle fra den gamle empirekaré og skulpturer i streng og repræsentabel udformning.

På vestkanten er disse parker kommet til:
- parken i Dronning Astrids gate ved Bogstadveien, en lille park i et område med dårlig parkdækning (cirka 1995)
- Frøyas have på Skarpsno (1994)
- Framneshaven (Tinker'n), en gammel "løkke"have, som blev park i 1993, efter at hovedhuset på løkken brændte i 1981. Parken vil blive en vigtig forbindelseslinje til den nye Filipstad.
- Gjenbruksparken i Pilestredet park (2006), hvor træer, belægning og søjler fra det gamle Rikshospital er blevet spændende elementer i en ny park
- Dronningberget mod nord på Bygdøy blev udvidet til parkskov i 2007.

Den nye centralpark i Pilestredet park (2000-tallet) ligger midt i området, hvor der også var park, da Rikshospitalet lå her.
Langgaardsløkken på Briskeby blev fredet i 1991 og forbedret som offentlig park i 1994.
Handlingsprogrammet "Oslo indre øst 1997–2007" betød meget for etablering af nye parker og forbedring af de eksisterende. På østkanten kom der flere nye parker i perioden:
- Middelalderparken i Gamlebyen blev åbnet i 2000 i forbindelse med fejringen af byens 1000-års jubilæum, og at Middelalderbyen var Oslos tusindårssted. Det blev anslået, at 200.000 mennesker var til stede.[21] Parken består af 30.000 m2 park med ruinerne af Mariakirken og kongsgården, og 22.000 m2 vandspejl, hvor vandlinjen følger havbredden i middelalderbyen.
- Klosterenga kulturpark (1999) med flere skulpturgrupper og anden kunst
- Hagen ved Ladegården, som blev genskabt i 1999 på en lille del af en tidligere have
- Sommerfrydhagen på Tøyen (1995), som er specielt udformet for orienterings- og bevægelseshæmmede.
- Botanisk hage har Dufthagen specielt tilrettelagt for blinde, svagsynede og rullestolsbrugere, og i juni 2008 åbnede "Oldemors have", som er specielt tilrettelagt for mennesker med demens.[22]
- Lørenparken i den tidligere Lørenlejr, hvor der opføres et stort nyt boligstrøg, blev anlagt efter 2005
- Furuset aktivitetspark med områder til mange slags idræt og leg, åbnede i 2008 vest for Furuset center. Parken er et resultat af "Groruddalssatsingen 2007-2016". [23].
- Ekebergparken, i et skovområde på Ekeberg, der det i 2013 blev etableret en skulpturpark, med værker af norske og internationale kunstnere, inkluderet Salvador Dali.

Stinettet var i 2005 på 257 kilometer, hvoraf 201 kilometer var forbedret. I årene 2001–2004 blev der anlagt 5,6 kilometer stier. En grøn rute, stien fra Skøyen til Grefsen i en tracé, som tidligere var reserveret til jernbane, er næsten fuldført.

## Planer for parker i Oslo

### Fjordbyen
Siden idékonkurrencen "Byen og fjorden – Oslo år 2000", som Selskabet for Oslo Byes Vel gennemførte i 1982, har det været meget diskuteret, hvordan byen skal udvikle sig mod havnefronten, efter at skibsværft og havn trækker sig tilbage fra centrum. Aker Brygge blev anlagt midt i 1980'erne uden park.
Fjordbyplanene i 2000-tallet  indeholder et gennembrud for befolkningens adgang til fjorden i Oslos centrum fra Frognerkilen til Ormsund. I planerne ligger en sammenhængende havnepromenade for gang- og cykeltrafik fra Lysaker i vest til Ljanselva i sydøst og flere nye parker (i rækkefølge fra vest til øst):
- På Filipstad anlægges en park, 800 meter lang og minimum 50 dekar, langs Filipstadkaia. Havnepromenade indgår i parken. En parkudløber skal laves fra parken til Framneshaven (Tinker'n).
- På Tjuvholmen er der planlagt en park på Skjæret, den af de tre øer, som det nye Tjuvholmen skal bestå af, og som ligger mod Pipervika (øst). Parken vil indeholde Astrup Fearnley Museet for Moderne Kunst, skulpturer og badeplads.
- På Vippetangen anlægges en park mellem siloen, fiskehallen og Akershus festning, som en forlængelse af fæstningområdet. Fra den nuværende park på Grev Wedels plass anlægges en ny park helt ud til kajkanten.
- Brugen af byområder i Bjørvika er til behandling.
- På området mellem Kongshavn og Grønlia ved Alnaelvens kunstige udløb skal der anlægges et friområde (Alna Fjordpark) på minimum 17.000 m2, med småbådehavn og mulighed for uorganiseret sport og badning.
- i Ormsund skal det grønne bælte vest for Ormsundveien styrkes.

### Større nye boligområder
Ensjø udbygges med anslået 5.500 nye boliger i årene fra 2007. I planen indgår Tiedemannsparken, en ny 21.400 m2 stor alsidig aktivitetspark med faciliteter til boldspil og med brug af vand i form af et vandspejl eller lignende, både i større flader og i små, intime enheder. Parken vil ligge på stien mellem Tøyenparken / Kampen park og Valle Hovin. Bygherrerne betaler de 45 millioner kr., parken vil koste. Desuden foreslås tre andre, mindre parker på Ensjø: Vestre parkdrag, Petersborgparken og Petersborgaksen vest.
Kværnerbyen bygges tæt op til Svartdalsparken og Svartdalen naturpark. Det centrale byområde indeholder en lille park og et vandspejl (fra den frilagte Alna).

### Andre planer
Plan- og bygningsetaten registrerer fra 2006 alle parker og grønne områder i byggezonen.
Et udkast til en revideret grøn plan for Oslo blev fremlagt i juni 2009 (den gældende plan  er fra 1993). Udkastet bygger på en ny analyse af parkdækningen og foreslår at sikre mange grønne områder ved regulativer, så man forebygger konflikter med udbygningsinteresser.
I udkastet til kommunedelplan for torve og mødesteder (2009) gennemgås alle offentlige parker og andre pladser.
Omkring hovedbygningen på Nedre Foss gård på nedre Grünerløkka vil der blive anlagt en cirka 10.000 m2 stor park med sandsynlig anlægstart i 2011.
Friluftsetaten ønsker at åbne de elve og bække, som er rørlagt, herunder Frognervassdraget, Hovinbekken, Alna, Ljanselva, Ilabekken og Gaustadbekkdalen. Fjordbyplanerne indebærer, at Akerselven bliver åbnet mellem Vaterland og fjorden, og Akerselven vil dermed være åben i hele sin længde. Kommunen arbejder med en kommunedelplan for Alna Miljøpark efter mønsteret fra Akerselven med sigte på at genåbne og opgradere miljøet langs Alna fra Alnsjøen til fjorden inden 2020.
Riksantikvaren har foreslået at frede meget af det areal, som hører til Kongsgården på Bygdøy. Regeringen har igangsat et program for at skaffe mere offentlig tilgængelig kystlinje, og Bygdøy sjøbad blev genåbnet som offentlig badestrand i foråret 2008.
Kommunen arbejder med at udvide kyststien, så det bliver muligt at kunne færdes langs den størst mulige del af strandlinjen i Oslo kommune. I en rapport fra 2005 anbefales det, at de næste områder for udvidelse skal være Bestumkilen, Malmøya og ved Ulvøya.
I forbindelse med reguleringsplanerne for småhusområder i Oslo ydre by skal der for Ekebergskråningen udarbejdes planer, som specielt skal varetage landskabshensyn og bevarelse af den grønne landskabsprofil. En plan for at værne et 380.000 m2 stort område kan sammen med en skulpturpark, som Christian Ringnes vil anlægge, give bedre muligheder for at nyde udsigten over byen og hindre bebyggelse, som ville ødelægger den grønne kant af åsen.
Ved Furuset kirke etableres en kulturpark i 2009.
På Grønland startede arbejdet med Elgsletta aktivitetspark i 2009.
I Gamlebyen, øst for Gamlebyen gravlund, mellem Inges gate, Konows gate og Dyvekes vei, startede i april 2010 planlægning af en ny park på et område, som tidligere var udlagt til boliger.

## Fredning og beskyttelse
Riksantikvaren har fredet tre parker og nogle haver efter kulturminneloven:
- Birkelunden
- Universitetshagen
- parken ved Blindern Studenterhjem (Blinderveien 41)
- forhaver i Parkkarreen ved Slottsparken (Henrik Ibsens gate 51 og 53, Inkognitogata 28, 28B, 30 og 32, Parkveien 53 og 57 og Colbjørnsens gate 2 og 4)
- haverne på Abildsø Nordre (Enebakkveien 210), Ekely (Jarlsborgveien 14), Villa Damman (Havna allé 15) og Villa Grande (Huk aveny 56)

Byantikvaren optog i 2008 en række parker på den gule liste som bevaringsværdige:
- Alexander Kiellands plass, Ankerhagen, Bjølsenparken, Botanisk hage, Friggjordet, Frøyas have, Grünerhagen, Grønlands park – Botsparken, Gråbeinsletta, Kuba, Sophus Bugges plass (Bayern),
- parkanlæg i Drammensveien 102C, E og F, ved Frøyas have

Desuden er Geitmyra skolehaver og nogle yderligere haver medtaget på listen: Abbedikollen, Arctanderbyen, Ekebergkleiva, Jordal, Madserud, Nedre Vettakollen med flere.